# Доктор Дум
Віктор фон Дум (англ. Victor von Doom) більш відомий як Доктор Дум (англ. Doctor Doom) — вигаданий суперлиходій американських коміксів Marvel. Створений письменником-редактором Стеном Лі та художником / співавтором Джеком Кірбі, персонаж дебютував у коміксі «Фантастична четвірка» № 5 (липень 1962). Правитель вигаданої держави Латверія, Дум, як правило, зображається як заклятий ворог Фантастичної четвірки, хоча він також вступав у конфлікт з іншими супергероями, включаючи Людину-павука, Залізну людину, Чорну пантеру, Доктора Стренджа, Людей Ікс, Месників, та навіть Супермена.
Doctor Doom зайняв 4 місце за рейтингом Wizard у списку 101 найбільшого лиходія всіх часів та 3 місце за версією IGN у списку 100 найкращих негідників коміксів усіх часів. У наступній статті IGN оголосили Дума найбільшим лиходієм Marvel.
Доктор Дум був зображений у ліцензованих повнометражних художніх фільмах «Фантастична четвірка», його зіграв Джозеф Калпа у невиданому фільмі Роджера Кормана 1994 року; а також його зіграв Джуліан Мак-Магон у фільмі 2005 року та його продовженні 2007 року; і Тобі Кеббелл у фільмі 2015 року.
У 2019 році вперше отримав свою власну серію коміксів «Doctor Doom», сценаристом виступив Крістофер Кантвелл, художником Сальвадор Ларрокка, колорист Ґуру-eFX. Перший том був перекладений українською як «Доктор Дум. Том 1. Поттерсвілль.» і виданий Видавництвом Мрія у травні 2021 року.

## Історія Публікацій

### Створення та розвиток
Як і багато персонажів срібного століття коміксів Marvel, Дум був вигаданий Стеном Лі та Джеком Кірбі. У коміксі «Фантастична четвірка» Лі і Кірбі намагалися придумати «хвилюючого душу … супер сенсаційного нового лиходія». У пошуках імені Лі вхопився за «Доктора Дума» як «красномовного в своїй простоті і чудового у своїй прихованій загрозі».
Через поспіх з публікацією, персонажу не була надана повна історія походження одразу, тому Стен Лі почав формулювати її лише через два роки після дебюту.
Джек Кірбі змоделював Дума після Смерті, з бронею замість скелета цього персонажа; "Це була причина для обладунків і капюшона. Смерть пов'язана з обладунками і нелюдською сталлю. Смерть — це щось безжалісне, і людська плоть містить цю милість ". Кірбі далі описував Дума як «параноїка», розбитого його викривленим обличчям і бажає, щоб весь світ був схожий на нього. Кірбі продовжував, кажучи, що, хоча «Дум — зла людина, але він не завжди був злим. Його „поважали“ … але через нестачу в його власному характері він був перфекціоністом». У якийсь момент в 1970-х Кірбі намалював свою інтерпретацію того, як Дум буде виглядати під маскою, залишивши Думу лише «крихітний шрам на щоці». Через цю невелику недосконалість Дум ховає обличчя не від світу, а від самого себе. Для Кірбі це мотив помсти Дума проти всього світу; саме цей легкий шрам робить його гіршими за інших, Дум хоче піднятися над ними. Типовим для Лі, що описує Дума, є його зарозумілість; його гордість призводить до спотворення Фон Дума руками його власної машини і до провалів багатьох його схем.
У той час як Фантастична четвірка боролася з різними злодіями, такими як Людина-Крот, Скрулли, Диво-Людина і Немор, Дум зумів затьмарити їх всіх і став запеклим ворогом Фантастичної четвірки. Протягом 1970-х років Doom розширився і з'явився в більшості ігор Marvel, таких як Astonishing Tales, The Incredible Hulk і Super-Villain Team-Up (1975). Починаючи з випуску № 42, він також з'являвся в Marvel Team-Up (лютий 1976 г.). Походження Дума також згадувалося в «Дивних казках», коли були розкриті його зв'язки з лиходієм Мефісто.

## Біографія персонажу
Батьками Віктора Фон Дума були роми з Клану Зефіро Вернер та Синтія. Вони жили в маленькій європейській країні Латверіі, де господарювала тиранія короля Володимира Фортунова. Мати Віктора була відьмою. Прагнучи скинути короля та здолати солдатів, вона уклала угоду з демоном Мефісто, він дав їй велику силу, за що вона мала віддати свою душу після смерті. Але підступний демон зрадив її, він вбив руками Синтії невинних дітей, а потім забрав її душу до пекла. Після цього інциденту роми побажали, щоб фон Думи покинули клан, але маленький Віктор не зміг стриматися і сказав, що якщо вони виженуть їх з батьком, то він стане ще гірше своєї матері і повернувшись повбиває усіх.
Батько Віктора був лікарем. Після того як йому не вдалося вилікувати приречену жінку короля Володимира, йому довелося тікати разом із сином у гори. Переховуючись 4 дні без води та їжі, їх було врятовано головою ромів Борисом Карела, але на жаль Вернер сильно захворів i невдовзі помер. Перед смертю Борис пообіцяв Вернеру захистити хлопця. Після цього Віктор починає відчувати жагу до помсти. В нього залишилася лише його подруга Валерія, донька Бориса, яка невдовзі стала його дівчиною, але на жаль, вона не розділяла його жорстоких поглядів. Знайшовши містичні артефакти своєї матері він починає навчатися чаклунству та використовує його об'єднуючи зі своїми винаходами, щоб почати війну проти монархії Латверії. Згодом Віктору вдається добитися втечі короля.

### Броня та маска Доктора Дума
Так чутки про молодого шістнадцятирічного генія досягли одного генерала у США. Генерал запрошує Віктора у Нью-Йорк до держ-університету, в якому Віктор знайомиться з Рідом Річардсом, але на жаль їхня дружба не складається. Саме тоді вони почали конкурувати в інтелектуальних здібностях. Потайки під видом роботи над проєктом для міністерства оборони, використовуючи обладнання та фінансування університету, Віктор будує машину, яка мала б повернути душу матері із пекла. Річард випадково дізнається про це і намагається попередити Віктора про помилку у розрахунках, він активував апарат i той вибухнув, залишивши шрами на обличчі Віктора назавжди. Через вибух молодого генія відчислили з університету. Віктор не міг повірити, що міг припуститися помилки, тому у своїй невдачі він звинуватив Річардса.
Після цього, він мандрував східною Європою, де його разом з коханою Валерією врятував від нещасного випадку пияка на iм'я Отто. Перед смертю він сказав, що Віктор обраний i що на нього чекають у Тибеті. Саме там він приймає дисципліну монахів i створює свою першу броню та маску. За іншою версією, під час вибуху Дум отримав лише невеликий шрам на обличчі, але він не міг прийняти ніякої недосконалості у собі, тому коли він відправився у Тибет, там таємничий орден монахів викував для нього цю залізну маску i броню. Так вийшло, що Віктор не міг стриматися та хотів якомога швидше примірити маску, тому коли він вдягнув її, вона обпалила його обличчя назавжди.

### Повернення до Латверії
Згодом Борис відправляє Валерію на пошуки Віктора, щоб повідомити, що він потрібен вдома. Вона розказує, що на трон Латверіі повернувся король Володимир у той самий час Віктор дізнається, що Рід Річардс, також відомий тепер як Містер Фантастик був визнаний одним з найрозумніших людей на планеті. З того моменту він наказав іменувати себе виключно як «Доктор» Дум.
Доктор Дум разом з вірним монахом Ларіним повертається в Латверію. Разом з Борисом, ромами а також армією думботів Віктор вбиває короля, i посідає його трон, зробивши Бориса своїм головним радником. Народ зустрів Дума з парадом як суверена-визволителя. Згодом всього за кілька місяців він покращив матеріальне i економічне положення країни як ніколи раніше.
З часом ефективність його дій стає помітнішою. Віктор бачить, як на фоні інших держав квітне Латверія, тому починає шукати можливість подарувати людям всього світу життя на яке вони заслуговують. Іноді це переростало в боротьбу за світове панування. Однак його старий неприятель Містер Фантастик не розділив поглядів Віктора, і тому Фантастична Четвірка постійно ставала йому на заваді.

### Рудольфо та Зорба Фортунови
Після смерті короля Володимира його діти — принци Рудольфо та Зорба Фортунови неодноразово намагалися повернути трон, проте під час одного з повстань Віктор вбиває принца Рудольфо, а принц Зорба потрапляє у полон, де втрачає праве око. Втікши з полону він зміг переконати людей іти за ним, замінивши брата на посаді лідера повстанців. Містер Фантастик не втратив можливості повалити Дума. Згодом їм вдалося заточити Віктора до в'язниці. Нового короля Зорбу на новій посаді підтримали Фантастична Четвірка, ООН, США, ЄС і ще деякі інші країни. Борис, Ларін, а також придворні вчені Густав та Герт Гаумптени відмовилися підкорюватися новому королю, вони створили підпільний рух лоялістів Дума. Правління Зорби привело Латверію до краху. Військова нестабільність, злочинність, інфляція, голод — країна була на межі громадянської війни. Розгнівані натовпи жадали повернення Дума. Згодом Борису вдалося досягти звільнення Віктора, і він постав на чолі повстання. У розпалі битви Доктор Дум врятував хлопця на ім'я Крістофф Вернард, матір якого вбили думботи під керівництвом Зорби. Містер Фантастик також став свідком агресії нового режиму, після чого підтримує Лоялістів Дума. В решті решт Король Зорба загинув і Доктор Дум знову посів свій трон, а люди знову вітали його з парадом. Він взяв під свою опіку Крістоффа і почав виховувати його у королівському палаці, згодом зробивши його спадкоємцем трону Латверії.

### Визволення Синтії фон Дум із Пекла
Протягом усіх цих років Віктор не припиняв безрезультатні спроби повернути душу своєї матері. Згодом він звертається по допомогу до Стівена Стренджа. Розробивши план, їм вдалося потрапити до Пекла та кинути виклик демону Мефісто. Завдяки створеному Віктором пристрою, який дозволяв звільнитися від лап демона, вони обидва змогли повернутися з потойбіччя, а душа Синтії, нарешті змогла відправитися до раю.

### Валерія Річардс
Незважаючи на те, що Дум став затятим ворогом Фантастичної Четвірки, Джонні Шторм звернувся до нього по допомогу. Невидима Леді під час другої вагітності була на межі викиду і навіть Містер Фантастик був безсилий. Думу вдалося врятувати дитину, за що отримав право дати ім'я дитині. Він назвав дівчинку Валерією, на честь свого першого кохання.

### Сила і Кохання
З часом він помічає, що йому бракує сил за для світового панування, тому він заключає договір з демонами — Трійцею Газарету. Вони наділяють його надзвичайно могутньою магією, але вони почали вимагати надто високу ціну, йому довелося віддати кохання всього його життя — Валерію. Її дідусь — Борис скоріш за все до сих пір і не знає про долю своєї онуки.
Наступні роки Доктор Дум був одним із наймогутніших суперлиходіїв в світі, він навіть зумів підняти молот Тора, хоча згодом і зрозумів що не був достойний.
Щодо його романтичних стосунків, він зміг знову покохати дівчину на ім'я Морґан Лє Фей. Під час співробітництва зі Старком, у Віктора був зв'язок з однією дівчиною — Амарою Перерою. Як виявилось потім дівчина завагітніла від нього.
Він робив великі справи як для великого добра так і для великого зла, тому нажив чимало ворогів. Під час чергового захоплення влади у Латверії, супротив очолила молода воїтелька Зора Вукович. Вона допомогла повернути владу Думу, за це він нагородив її Кодовим ім'ям «Звитяжна». Згодом вони разом з нею полонили Ґалактуса, Віктор черпав з нього космічну силу, якою він в тому числі нагородив Зору, зробивши її своєю новою правою рукою.

### Останні події
Доктор Дум починає бачити якісь неясні видіння про щасливе майбутнє. В цей самий час людство починає активно будувати величезну машину на Місяці для керування погодою на Землі, утилізовувати викиди цієї машини вони планують через невелику контрольовану штучну чорну діру. Володар Латверії суворо попереджає людство про нерозсудливість глобальних витрат трильйонів доларів на створення першої штучної чорної діри. І тому коли в результаті катастрофічного терористичного акту гинуть тисячі людей, головним підозрюваним стає…Дум! В результаті цих подій майбутнє, яке він бачив у своїх видіннях стає неможливим, щоб знайти відповіді йому довелося залишитися без армії і союзників, зустрітися у двобої із Мефісто, Таскмайстром, М. О. Д. О.К.ом, Синім Марвелом та іншими.
Ці події детально описані у коміксі «Доктор Дум. Том 1. Поттерсвілль» перекладеному українською Видавництвом Мрія.

## Сила і Можливості
Віктор фон Дум — ерудит, вчений і винахідник, що володіє інтелектом геніального рівня. За свою кар'єру суперлиходія Дум винайшов кілька машин і роботів Судного дня, серед яких були його Думботи. Доктор Дум може здійснювати технопатичний контроль над деякими машинами, в першу чергу над своїми Думботами. Протягом більшої частини своєї історії публікацій він зображувався як один з найрозумніших людей у всесвіті Marvel, найбільш відомим доказом цього було відновлення людської подоби Істоти, Рід Річардс також досяг цього, але він так і не зміг закріпити результат на відміну від Віктора. З іншого боку, Річардсу вдалося обробити всі комп'ютерні обчислення, необхідні, щоб врятувати життя Кітті Прайд, в той час Дум заявляв, що він не в змозі зробити цього. Віктор також використовував свої наукові таланти, щоб вкрасти або відтворити силу інших істот, таких як Срібний Серфер або Ґалактуса.
Крім того, що Дум є геніальним вченим і винахідником, він також є дуже сильним чаклуном, якого в першу чергу навчали тибетські монахи, а пізніше він значно розширився завдяки наставництва його колишньої коханої Моргани лє Фей. Він здатний поглинати і проєктувати енергію, маніпулювати електрикою, створювати захисні щити, подорожувати між вимірами, лікувати, створювати хуртовини і викликати орди демонічних істот. Думу вдалося посісти друге місце в магічному турнірі, проведеному древнім чаклуном Престарілим Чінгізом. Після того, як Стрендж відмовився від титулу Верховного чародія, він визнав, що Дум володів достатньою магічною силою і здібностями, щоб стати новим Верховним чарівником.
Броня Дума збільшує його природну фізичну силу і стійкість до надлюдських рівнів, до такої міри, що він може протистояти надлюдським противникам, таким як Людина-павук, Халк і Істота, і навіть перемагати їх в бою, хоча він схильний покладатися на довгий час. — далекобійна тактика при зіткненні з фізично сильнішими противниками. Він також майже невразливий, оскільки здатний приймати удари більшості надлюдських супротивників і навіть деяким істотам космічного рівня. Дум також захищений від маніпуляцій з матерією, спотворення реальності і психічних атак. В броню вбудований арсенал високотехнологічної зброї і гаджетів, в тому числі рукавиці, які можуть розряджати лазери і викликати вибухи, генератор захисного силового поля і смертельний електричний шок, який може оглушити або вбити будь-кого, хто вступить в контакт з Думом. Броня оснащена внутрішніми накопичувачами і системами рециркуляції повітря, їжі, води та енергії, що дозволяє Думу витримувати тривалі періоди впливу під водою або у відкритому космосі.
Навіть без обладунків Дум зарекомендував себе як досвідчений рукопашний боєць.
Як абсолютний монарх Латверіі, Доктор Дум володіє дипломатичною недоторканністю, що дозволяє йому уникнути судового переслідування за більшість своїх злочинів, і повним контролем над природними і технологічними ресурсами країни, а також її людськими ресурсами, економікою і озброєними силами.
Дум відомий частими подіями, в яких з'ясовується, що його дії насправді були діями «Думбота», одного з багатьох роботів-двійників Віктора фон Дума, які працювали або від його імені, або в результаті шахрайського штучного інтелекту. Сюжетний елемент «Думбот» часто використовується для видалення деяких подій з історії Доктора Дума заднім числом.

## Винаходи
Геній доктора Віктора фон Дума в науці і технологіях дозволив йому створити безліч пристроїв, щоб перемогти своїх ворогів або отримати більше сили. До найбільш помітним серед них можна віднести:
- Думботи — Думботи мають обличчя справжнього Доктора Дума, але без капюшона та зі зброєю. Вони використовуються в багатьох місіях, зазвичай тих, де він боїться поразки, таким чином функціонуючи як його версія Принади Моделі Життя. Думботи запрограмовані на те, щоб вважати себе справжнім Доктором Думом, якщо вони не знаходяться в його присутності.

- Серво-Вартові — роботи, запрограмовані на напад на ворогів Дума.

- Платформа часу. Одне з найбільш геніальних творінь Доктора Дума — це діюча машина часу. Він складається з платформи розміром 10 футів (3,0 м) на 10 футів (3,0 м) на 6 дюймів (150 мм) і окремої консолі управління. Суб'єкти стоять на платформі, в той час як оператор працює з елементами управління. Пристрій може транспортувати персонажів практично в будь-який час і місце в потоці часу Землі, а оператор може миттєво повертати мандрівників, маніпулюючи пультом управління. Доктору Думу не потрібно, щоб консоль поверталася в його власний час — він може використовувати схему часу, вбудовану в його власну броню, що дозволяє йому відправитися під час і повернутися самостійно, не покладаючись на кого-то, хто поверне його.

- Різні пристрої, якими в різний час Доктор Дум наділяв вірних йому соратників надздібностями.